# Bulbophyllum xenosum
Bulbophyllum xenosum là một loài phong lan thuộc chi Bulbophyllum.